# Joe Cocker
Joe Cocker (født John Robert Cocker den 20. maj 1944 i Sheffield, død 22. december 2014) var en engelsk blues/jazz/pop/R&B/rock-sanger.
Joe Cocker udgav sin debutsingle i 1964. Denne single bar titlen I'll Cry Instead og var en coverversion af en Beatles-sang. Den og hans efterfølgende singler blev mindre hits i Storbritannien. 
Cocker blev for alvor kendt i resten af Europa og Nordamerika, da han i 1969 deltog på Woodstock-festivalen. Året efter udgav han livealbummet Mad Dogs and Englishmen, der blev en stor succes i Europa og også nåede Top 10 på hitlisterne i USA. I 1972 vakte han igen stor opsigt, da han under en Australiensturné blev anholdt sammen med seks af sine bandmedlemmer for at ryge og være i besiddelse af marihuana.

## Tidlige liv
Cocker blev født den 20. maj 1944 på adressen 38 Tasker Road i forstaden Crookes i byen Sheffield, South Yorkshire. Han var den yngste søn af en offentlig tjenestemand, Harold Cocker, og Madge Cocker, født Lee.
Cockers største musikalske inspirationskilder, da han voksede op, var Ray Charles og Lonnie Donegan. Cockers første erfaring med at synge i offentligheden var i tolvårsalderen, da hans bror Victor inviterede ham på scenen under en koncert med sin skifflegruppe. I 1960 dannede Cocker sin første gruppe, the Cavaliers, sammen med tre venner. 

## Karriere
Cockers coverversion af The Beatles' sang «With a Little Help from My Friends» nåede førstepladsen på hitlisterne i 1968, og han fremførte sangen på scenen på Woodstockfestivalen i 1969. Det var i særlig grad denne sang, der gav ham en ikonisk status. Den blev temasang for den amerikanske TV-serie The Wonder Years. Hans version af Billy Prestons «You Are So Beautiful» nåede femtepladsen på hitlisterne i USA i 1975. Cocker har modtaget flere æresbevisninger, blandt andet en Grammypris i 1983 for hans førsteplads i USA med «Up Where We Belong», som han sang i duet med Jennifer Warnes. I 1993 blev han nomineret til Brit Awards som «Bedste britiske mandlige udøver». I 2007 blev han belønnet med en bronzeplakette som en af Sheffield-legenderne i sin hjemby, og i 2008 modtog han en britisk ridderorden, Den britiske imperieorden, ved en højtidelighed på Buckingham Palace for sine fortjenester indenfor musikken. Cocker blev rangeret som nummer 97 på magasinet Rolling Stones liste over de hundrede største sangere, blandt andet motiveret med, at hans stemme er «en uimodståelig kraft, som kombinerer en kærlighed for amerikansk soulmusik med en ubestridelig dybde af følelser.»
Et af hans kendteste hits er "You Are So Beautiful" fra 1975. Andre sange, som har været toneangivende gennem hans karriere er bl.a.:
- "Up Where We Belong", (Filmmusik til An Officer and a Gentleman)
- "You Can Leave Your Hat On"
- "When The Night Comes"
- "Unchain My Heart"
- "Feels Like Forever"
- "Summer in the City"

Cocker deltog som en af hædersgæsterne på 25-års markeringen af Woodstock-festivalen, Woodstock '94. Cocker døde den 22. december 2014 efter en lang kamp mod lungekræft.

## Diskografi
- Fire It Up (2012)
- Hard Knocks (2010)
- Hymn for my soul (2007)
- Heart & Soul (2005)
- Ultimate Collection (2004)
- Respect Yourself (2002)
- No Ordinary World (1999)
- Greatest Hits (1998)
- Across From Midnight (1997)
- Organic (1996)
- The Long Voyage Home (1995)
- Have A Little Faith (1994)
- The Best Of Joe Cocker (1993)
- Night Calls (1992)
- Joe Cocker Live (1990)
- One Night Of Sin (1989)
- Unchain My Heart (1987)
- Cocker (1986)
- Civilized Man (1984)
- Sheffield Steel (1982)
- Luxury You Can Afford (1978)
- Greatest Hits (1977)
- Stingray (1976)
- Jamaica Say You Will (1975)
- I Can Stand A Little Rain (1974)
- Joe Cocker: Something to say (1972)
- Mad Dogs & Englishmen (1970)
- Joe Cocker! (1969)
- With a Little Help from My Friends (1969)